# Place Joachim-du-Bellay
Place Joachim-du-Bellay è una delle principali piazze situate vicino al centro di Parigi, nel I arrondissement, vicino al quartier des Halles ed il Centro Georges Pompidou. La piazza prende il nome del poeta cinquecentesco Joachim du Bellay.

## Storia

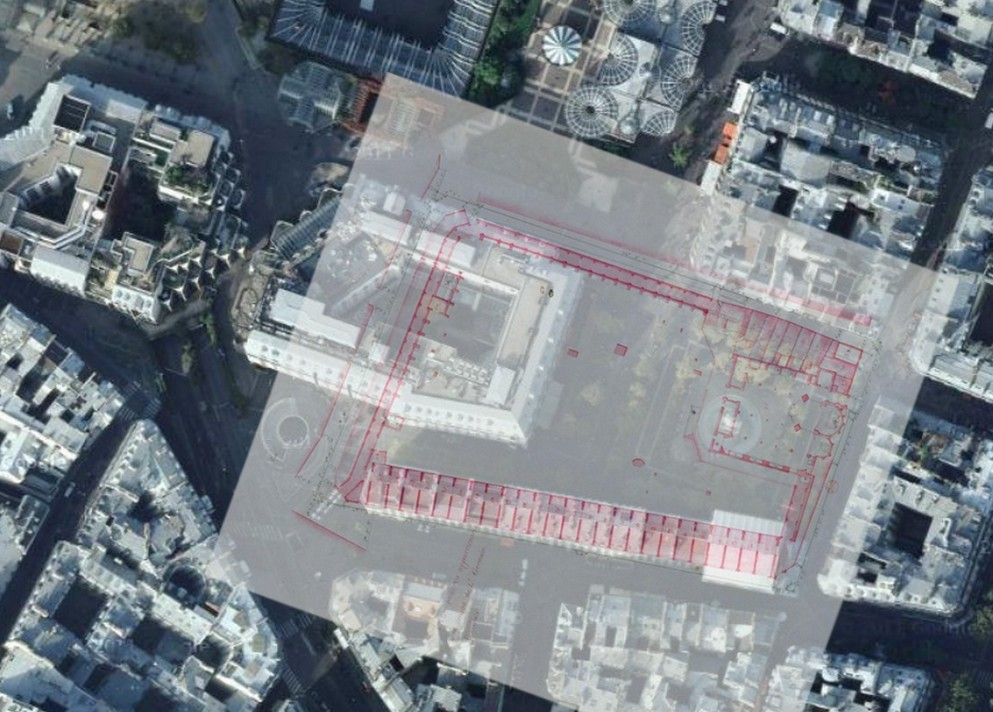
Piano del cimitero sovrapposto su Place Joachim-du-Bellay.

La piazza sorse a partire dal 1787, prendendo il posto del vecchio Cimitero degli Innocenti e della chiesa collegata ad esso, i quali operarono sul posto per più di 650 anni, dal XII al XVIII secolo.
Vi furono, ai tempi, diversi dibattiti fra i cittadini per quanto riguardava la chiusura del cimitero, in quanto, non solo godeva di una certa permanenza nel tempo, ma anche perché fu il primo fra tutti i cimiteri d'Europa, dove fu raffigurato un murale della Danza Macabra lungo le mura a sud, realizzato con un particolare stile di pittura del tardo-medioevo; le idee di coloro che non erano a favore della chiusura del cimitero non furono più di tanto prese in considerazione, in quanto il murale già non esisteva più dal 1669, anno in cui la murata stessa venne modificata per ragioni di viabilità. Il cimitero venne chiuso nel 1780, a causa della malasanità generata dalle cattive sepolture e dall'instabilità della struttura.
Le ossa dei cadaveri vennero riesumate e spostate alle Catacombe di Parigi.
Ai margini del cimitero vi sorgeva una fontana, inizialmente chiamata Fontana delle Ninfe ed oggi conosciuta come Fontana degli Innocenti; essa venne smontata e ricomposta al centro del sito nel 1787, subito dopo la demolizione della chiesa e lo smantellamento del cimitero ed è a tutt'oggi riconosciuta come la più antica fontana monumentale Parigi. Con la nascita della nuova piazza vi fu dato inizialmente il nome di Place du Marché des Innocents (Piazza del Mercato degli Innocenti), per via dell'espansione del mercato centrale di Parigi, già presente quando vi sorgeva il vicino cimitero. 
Con le continue modifiche, nel 1856 il mercato venne spostato nel vicino quartier des Halles; la piazza assunse una forma quadrata e prese il definitivo nome di Place Joachim-du-Bellay il 2 aprile 1985.

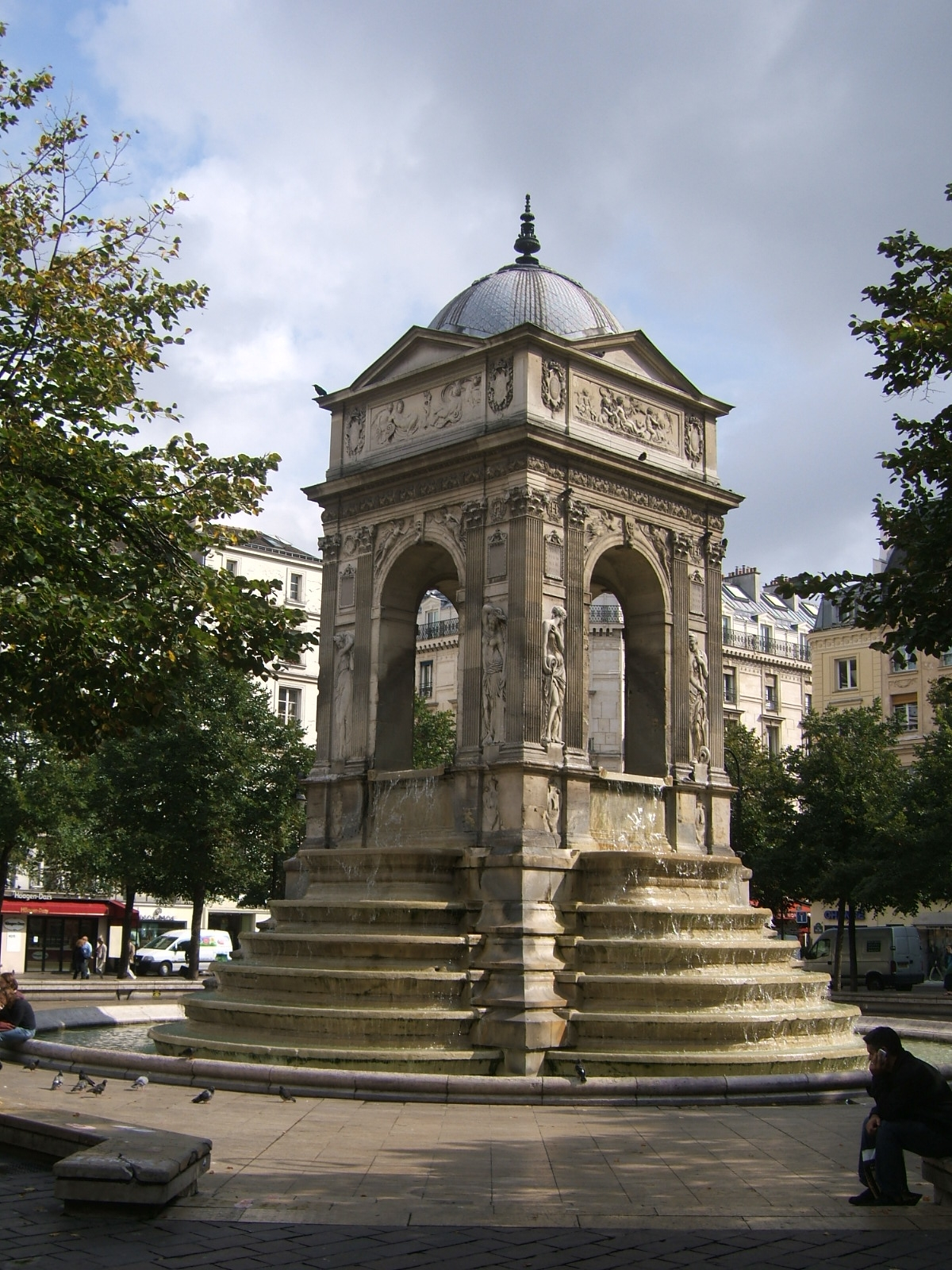
La Fontana degli Innocenti sita sul centro di Place Joachim-du-Bellay.